# Psychotria pallescens
Psychotria pallescens là một loài thực vật có hoa trong họ Thiến thảo. Loài này được (Rusby) Standl. miêu tả khoa học đầu tiên năm 1931.